# Diomma pulchra
Diomma pulchra är en insektsart som först beskrevs av Matsumura 1916.  Diomma pulchra ingår i släktet Diomma och familjen dvärgstritar. Inga underarter finns listade i Catalogue of Life.